# Litoria becki
Litoria becki ("Beck's tree frog" en inglés) es una especie de anfibio anuro del género Litoria de la familia Pelodryadidae.

## Distribución geográfica
Originaria de Papúa Nueva Guinea.
Los adultos son aproximadamente 3.4 a 4.4 cm de largo. Son verde oscuros o marrón oscuros con rayas y manchas más oscuras.  Las ranas preservadas desarrollan una mancha blanca en el labio, pero las ranas vivas no tienen esta mancha.
Viven en praderas en las montañas, en o cerca de pantanos poco profundos.  Se han encontrado en elevaciones de 3200 metros. Las hembras ponen sus huevos debajo de piedras.  Los científicos no están seguros de cómo son los renacuajos.
A partir de la década de 2010, los científicos solo habían encontrado esta rana en cinco lugares. Estos lugares no suelen ser visitados por humanos, por lo que la actividad humana no molesta a estas ranas. Están en peligro porque una enfermedad que afecta a las ranas y otros anfibios, quitridiomicosis, se ha extendido a sus montañas.